# Dicranomyia sublacteata
Dicranomyia sublacteata är en tvåvingeart som beskrevs av Edwards 1923. Dicranomyia sublacteata ingår i släktet Dicranomyia och familjen småharkrankar. Inga underarter finns listade i Catalogue of Life.